# Дача Мюзера
Дача Мюзера — исторический деревянный особняк в Зеленогорске, построенный в конце XIX века для владельца мануфактур и магазинов Генриха-Вильгельма Мюзера. Часто дачу ошибочно отождествляют с гостиницей «Бель-Вю», которая находилась по адресу Театральная ул., 1, и была снесена в 2013 году. В доме Мюзера сохранились шесть уникальных изразцовых печей и каминов, которые, по мнению экспертов, делают его важнейшим памятником модерна Курортного района.
Дача Мюзера с 2012 года находится во владении частного собственника, который пренебрегает исполнением обязательств по консервации и реставрации дома, однако КГИОП вплоть до 2021 года не инициировал отчуждения памятника и его возвращения в собственность государства.
В начале 2023 года дачу выкупили два предпринимателя из Петербурга, специализирующихся на восстановлении исторической застройки. Планируется реставрация.

## История
Участок земли в Терийоках прусский подданный Генрих Мюзер (Henrik Müser) купил 10 октября 1885 года. Мюзеру принадлежала оптовая мануфактурная фирма «Генрих Мюзер», при регистрации которой он сменил гражданство на швейцарское. С супругой Софьей Францевной у них было двое трое детей: дочери Амалия и Софья и сын Генрих. Предположительно, дача Мюзера была построена в конце XIX века. Автор проекта семейной дачи в Терийоки доподлинно не установлен, согласно версии краеведов, архитектором выступил Василий Шауб. Шауб и Мюзер были близко знакомы через диаспору «евангелической реформатской веры» и немецкий реформатский приход, оба активно участвовали в работе церковных школы и приюта. Известно, что дочь Мюзера Софья Генриховна впоследствии вышла замуж за сына зодчего, Густава Васильевича Шауба.
Дача Мюзера была оформлена в стиле финского романтизма, фасады получили оригинальное оформление несколькими фронтонами. Главным художественным элементом стал ансамбль из шести изразцовых печей и каминов, созданных на Ракколаниокском заводе. По мнению экспертов, такой красоты и сохранности каминов не осталось в Санкт-Петербурге, а по красоте они достойны выставляться в Эрмитаже.
В архивах сохранилось рекламное объявление о даче Мюзера за 1938 год: в здании был открыт пансионат «Элит», хозяйкой которого была госпожа Л. Хаар. В номерах были проведены электричество, канализация, отопление, в пансионате были радио и граммофон, на участке — теннисные корты и пляж.
После Второй Мировой войны здание дачи занял исполком Зеленогорска, а позднее — городской ЗАГС. С 1990-х государственные структуры были выведены из здания, без использования оно начало ветшать. Большой ущерб нанесли пожары и протечки кровли, обрушилась одна из несущих балок.

## Современность

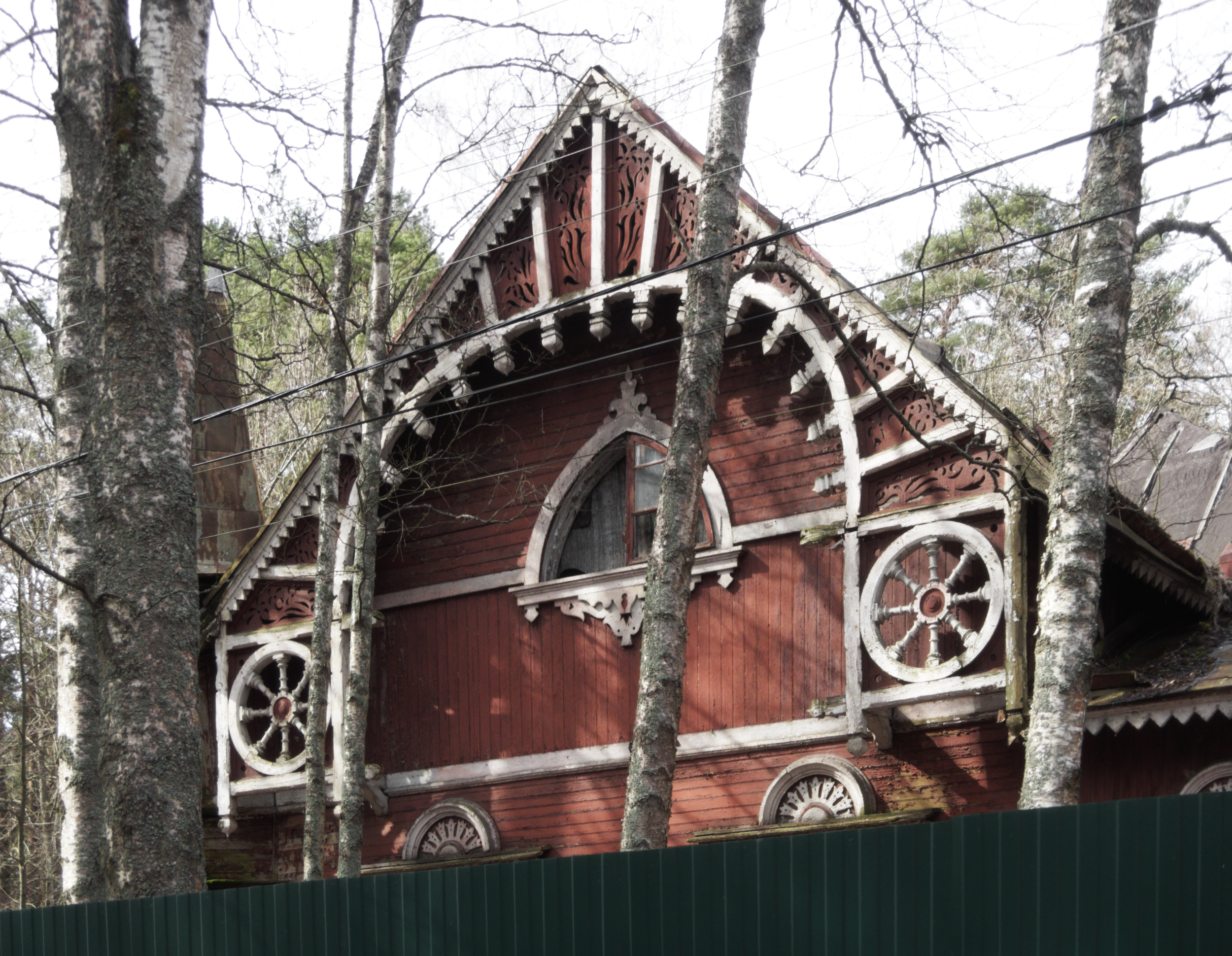
Teatralnaya street 9 Zelenogorsk Saint Petersburg Russia detail

В сборнике «Памятники истории и культуры Санкт-Петербурга, состоящие под государственной охраной» КГИОП за 2005 год дача Мюзера ошибочно отнесена к объекту культурного наследия «Гостиница „Бель-вю“». Исследователи истории Терийок на основе исторических карт сочли такую атрибуцию неверной. После обращения в КГИОП была проведена экспертиза, автор которой Алла Кищук подтвердила, что гостиница «Бель-вю» («Пуйстолы») находилась по адресу Театральная улица, 1, и к даче Мюзера отношения не имела.
В феврале 2012 года дача была продана ООО «СК Карат» за 10 млн рублей, обременение объекта предусматривало реставрацию дома к 2014 году. Собственник не исполнил обязательства по восстановлению здания, КГИОП дважды выигрывала в суде административные иски, взыскивая по 100 тыс. рублей штрафа. Расследование «Новой газеты» выявило коррупционную схему с размещением госзаказа на реставрацию здания: в 2012 году ООО «Строительная культура» получила средства на срочные противоаварийные работы. На бумаге контракт числится как исполненный, в КГИОП подписали акт приёмки работ, однако фактически защитные каркас и кровля у дома возведены не были.
В 2015 году эксперты требовали изъять дачу Мюзера у собственника, который доводит её до разрушения, и вернуть в управление государства. Неоднократные обращения в КГИОП от градозащитников и общества «Старые дачи» не привели к активным действиям со стороны комитета, ведомство постоянно продлевало собственнику сроки выполнения работ. В сентябре 2021 года КГИОП продлил сроки исполнения обязательств по восстановлению дачи до марта 2022-го. На июнь 2022 года дача продолжает находиться у собственника.
В январе 2023 года дачу выкупили градозащитники и предприниматели из Петербурга Ян Бобрышев и Степан Цепалкин. Они планируют провести реставрацию, после чего вернуть дому оригинальную функцию. На момент заключения сделки дача находилась в таком плохом состоянии, что даже было невозможно провести полный внутренний осмотр. Эксперты оценивают затраты на реставрацию в сумму не менее 70 млн рублей: потребуется демонтировать и перебирать даже несущие конструкции. КГИОП настаивает на установке защитного саркофага вокруг здания, которая, по мнению инвесторов, была бы бесмысленной, поскольку несущие конструкции здания из-за крайне плохого состояния подлежат замене. КГИОП, однако, удалось выиграть в суде по иску с требованием консервации.
28 февраля 2024 года на сайте КГИОП согласовал проект реставрации, на сайте ведомства был опубликован акт историко–культурной экспертизы проекта.